# Jacek Trzemżalski
Jacek Trzemżalski, (ur. 14 sierpnia 1969 w Krośnie) – polski wspinacz, taternik, narciarz pozatrasowy i dziennikarz zajmujący się tematyką wspinaczkową i narciarską. Był współzałożycielem i pierwszym prezesem zarządu wydawnictwa Alpin Media (do 2013).

## Życiorys
Jest absolwentem I Liceum Ogólnokształcącego im. Mikołaja Kopernika w Krośnie. Ukończył Nauki Społeczne na Akademii Pedagogicznej w Krakowie oraz Studium Dziennikarskie. Wspina się od końca lat osiemdziesiątych. W 1989 roku ukończył kurs wspinaczkowy w Rzeszowskim Klubie Wysokogórskim, następnie kurs tatrzański w Centralnym Ośrodku Szkolenia PZA.
Jest autorem ponad 400 dróg wspinaczkowych w Skałach Czarnorzeckich, w tym pierwszych poprowadzonych tam dróg o stopniach trudności od VI.3+ (w roku 1991), do VI.6 (2008).
Jest aktywnym eksploratorem i ekiperem dróg wspinaczkowych na Jurze Krakowsko-Częstochowskiej, gdzie poprowadził m.in. drogi o wycenie VI.6+: Bohemian Rhapsody, Trybuna Brudu, Jeszcze Nie Zginęła... i Facelifting, znajdujące się w Dolinie Brzoskwinki. Jest autorem łącznie ponad 1000 dróg wspinaczkowych o trudności od VI- wzwyż.
Od 1990 do 1995 uczestniczył w krajowych i międzynarodowych zawodach we wspinaczce sportowej na trudność. Był członkiem reprezentacji Polski w tej dyscyplinie do 1994, wicemistrzem Polski w roku 1994 (Tarnów) i zdobywcą III miejsca w 1992 (Szczecin).
Jako działacz Polskiego Związku Alpinizmu (w latach 2010-2011 również członek Zarządu) współuczestniczył w powołaniu Komisji Wspinaczki Skalnej PZA, zajmującej się wymianą i utrzymaniem stałej asekuracji na drogach wspinaczkowych. Był również współzałożycielem i aktywnym działaczem Inicjatywy Środowisk Wspinaczkowych Nasze Skały, zajmującej się udostępnianiem rejonów wspinaczkowych i negocjacją umów z właścicielami gruntów, na których leżą atrakcyjne wspinaczkowo skały.
Miłośnik narciarstwa i skialpinizmu.  W latach 1994–2000 był redaktorem magazynu „Góry”, następnie W latach 2000–2013 zajmował się wydawaniem współzałożonych przez siebie czasopism „Ski Magazyn” oraz „Magazyn Górski”, których był redaktorem naczelnym. Wydał również przewodnik wspinaczkowy po rejonach Podkarpacia.